# Bitwa pod Kowalem
Bitwa pod Kowalem – starcie pomiędzy wojskami krzyżackimi i płockimi a siłami polskimi, stoczone w lipcu 1327.

## Przed starciem
W 1327 roku Władysław I Łokietek rozpoczął realizowanie planu uzależnienia Mazowsza od Polski. Pomyślna realizacja planów dawała Łokietkowi szansę zjednoczenia kolejnych ziem polskich, zwiększenie dostępu do granic krzyżackich oraz polepszenie kontaktów ze sprzymierzoną Litwą. Podzielonym Mazowszem władali wtedy: książę rawski Siemowit II, książę czerski Trojden I oraz książę płocki Wacław, którzy 2 stycznia 1326 w Brodnicy zawarli układ obronny z Krzyżakami. Układ był wymierzony przeciwko agresywnej i roszczeniowej polityce króla polskiego oraz miał gwarantować ze strony zakonu niezależność i integralność Mazowsza. Fakt paktowania z Krzyżakami nie spodobał się Władysławowi Łokietkowi. Po odmowie złożenia królowi polskiemu hołdu przez władców Mazowsza, w lipcu 1327 wojska polskie najechały księstwo płockie Wacława, natomiast Litwini Giedymina ziemie Siemowita II. Zgodnie z zawartym sojuszem Krzyżacy wysłali odsiecz księciu płockiemu.

## Bitwa
Rycerze zakonni pod dowództwem komtura ziemi chełmińskiej Ottona von Luaterberga i komtura toruńskiego Hugona Almenhausena, wspomagani rycerstwem mazowieckim księcia Wacława, uderzyli na wojsko polskie oblegające Gostynin. Nie dysponujące wystarczającymi siłami na przeciwdziałanie oddziały polskie rozpoczęły odwrót na Kujawy w celu połączenia się z głównymi siłami Władysława Łokietka stacjonującymi w okolicach Brześcia Kujawskiego. Idące w ślad za wycofującymi się wojskami polskimi wojska zakonu zdobyły gród Kowal. Na drodze między Kowalem a Brześciem Kujawskim doszło do bitwy z głównymi siłami Władysława Łokietka. Bitwa była zażarta, a Krzyżacy ponieśli dotkliwe straty. Podczas walk zginął komtur toruński Hugo Almenhausen, a z pola bitwy miał uciec wraz ze swoim wojskiem książę płocki Wacław.

## Skutki
W zaistniałej sytuacji Krzyżacy poprosili o wstrzymanie działań wojennych. W obliczu możliwości przybycia posiłków krzyżackich i niepewności co do akcji Giedymina, Władysław Łokietek rozejm przyjął. Lipcowa kampania Łokietka nie dała pożądanego sukcesu. Książęta mazowieccy nie uznali zwierzchnictwa królestwa polskiego i zacieśnili współpracę z wrogim Polsce zakonem krzyżackim.